# Жіночий чемпіонат світу з футболу (U-17)
Чемпіонат світу з футболу серед дівчат до 17 років — це міжнародний футбольний турнір жіночої асоціації для гравців віком до 17 років, який проводиться раз на два роки. Його організовує Міжнародна федерація футбольних асоціацій (ФІФА) з 2008 року. Найбільш титулованою командою є дівоча збірна Північної Кореї, яка виграла чемпіонат світу тричі.

## Переможці і призери
| 2008 Огляд | Нова Зеландія            | Північна Корея | 2 — 1 (д.ч.)       | США            | Німеччина     | 3 — 0              | Англія         |
| 2010 Огляд | Тринідад і Тобаго        | Південна Корея | 3 — 3 5 — 4 (пен.) | Японія         | Іспанія       | 1 — 0              | Північна Корея |
| 2012 Огляд | Азербайджан              | Франція        | 1 — 1 7 — 6 (пен.) | Північна Корея | Гана          | 1 — 0              | Німеччина      |
| 2014 Огляд | Коста-Рика               | Японія         | 2 — 0              | Іспанія        | Італія        | 4 — 4 2 — 0 (пен.) | Венесуела      |
| 2016 Огляд | Йорданія                 | Північна Корея | 0 — 0 5 — 4 (пен.) | Японія         | Іспанія       | 4 — 0              | Венесуела      |
| 2018 Огляд | Уругвай                  | Іспанія        | 2 — 1              | Мексика        | Нова Зеландія | 2 — 1              | Канада         |
| 2022 Огляд | Індія                    | Іспанія        | 1 — 0              | Колумбія       | Нігерія       | 3 — 3 3 — 2 (пен.) | Німеччина      |
| 2024 Огляд | Домініканська Республіка | Північна Корея | 1 — 1 4 — 3 (пен.) | Іспанія        | США           | 3 — 0              | Англія         |

## Розподіл медалей за країнами
| Країна         | Чемпіони             | 2-е місце      | 3-є місце      | 4-е місце      |
| -------------- | -------------------- | -------------- | -------------- | -------------- |
| Північна Корея | 3 (2008, 2016, 2024) | 1 (2012)       | –              | 1 (2010)       |
| Іспанія        | 2 (2018, 2022)       | 2 (2014, 2024) | 2 (2010, 2016) | –              |
| Японія         | 1 (2014)             | 2 (2010, 2016) | –              | –              |
| Південна Корея | 1 (2010)             | –              | –              | –              |
| Франція        | 1 (2012)             | –              | –              | –              |
| США            | –                    | 1 (2008)       | 1 (2024)       | –              |
| Мексика        | –                    | 1 (2018)       | –              | –              |
| Колумбія       | –                    | 1 (2022)       | –              | –              |
| Німеччина      | –                    | –              | 1 (2008)       | 2 (2012, 2022) |
| Гана           | –                    | –              | 1 (2012)       | –              |
| Італія         | –                    | –              | 1 (2014)       | –              |
| Нова Зеландія  | –                    | –              | 1 (2018)       | –              |
| Нігерія        | –                    | –              | 1 (2022)       | –              |
| Венесуела      | –                    | –              | –              | 2 (2014, 2016) |
| Англія         | –                    | –              | –              | 2 (2008, 2024) |
| Канада         | –                    | –              | –              | 1 (2018)       |